# Messerschmitt-Bölkow-Blohm
Pour les articles homonymes, voir Messerschmitt.
Messerschmitt-Bölkow-Blohm GmbH (MBB), dénommé Messerschmitt-Bölkow en 1968, désigne le groupe aéronautique allemand créé par Ludwig Bölkow et Willy Messerschmitt et résultant des fusions successives, entre 1965 et 1980, des industries aéronautiques allemandes, successeurs des usines Junkers, Messerschmitt et Hamburger Flugzeugbau (alors filiale de  Blohm & Voss). 
En 1981, MBB acquiert la Vereinigte Flugtechnische Werke qui a succédé notamment à Focke-Wulf et Heinkel.
En décembre 1989, MBB a été fusionnée avec Deutsche Aerospace AG, elle-même issue de la fusion de MTU München et Dornier en mai 1989. 
Par la suite, la DASA fusionnera avec la division hélicoptère d'Aerospatiale pour devenir Eurocopter, l'une des sociétés fondatrices du groupe européen EADS, créé à la fin de 1999 à la suite des fusions réalisées avec les groupes français Aerospatiale et Matra et le groupe espagnol CASA.
Les anciennes dénominations (Heinkel par exemple) disparurent l'une après l'autre lors de chacune des différentes fusions.

## Histoire

### Messerschmitt-Bölkow GmbH
Le 1er novembre 1968, La fusion de Bölkow et de Messerschmitt forme Messerschmitt-Bölkow GmbH.
Messerschmitt-Bölkow GmbH, localisée à Ottobrunn et Lampoldshausen comprenaient les filiales et installations suivantes :
- Messerschmitt, Augsbourg, Munich et Manching (100%)
- Bölkow-Anlagen, Ottobrunn (100%)
- Entwicklungsring-Süd, Munich et Manching (100%)
- Junkers (JFM), Munich (100%)
- Waggon- und Maschinenbau, Donauworth et Laupheim (100%)
- Siebel, Donauworth (100%)
- FUS Avionics Inc., New York (100%)
- Bölkow-Apparatebau, Nabern et Schrobenhausen (96%)
- HANSA-Waggonbau, Brême (50%)
- UVP Union pour la vente des produits Bölkow-Nord Aviation, Paris (50%)
- Deutsche Airbus, Munich (40%)
- Panavia, Munich (33,3%)
- Leichtflugtechnik Union, Bonn (33,3%)
- Schnellbahn Studiengesellschaft mbH hautes performances, Ottobrunn (33,3%)
- Gesellschaft für Flugtechnik mbH (GfF), (17%)
- Hispano Aviación, Madrid (13,5%)
- Société pour l'Étude et l’Intégration des Systèmes Spatiaux (SETIS), Paris (12%)

Environ 12 000 employés y étaient associés alors en 1968.

### Messerschmitt-Bölkow-Blohm GmbH
Après le rachat de la Hamburger Flugzeugbau le 14 mai 1969, les investissements suivants ont été ajoutés:
- Hamburger Flugzeugbau, Hambourg et Stade (100%)
- Hansajet Corporation, New York (100%)
- Bayern-Chemie Gesellschaft für Flugchemische Antriebe mbH, Aschau am Inn (50%)
- HANSA-Waggonbau GmbH, Brême (50%)
- Centre d'information sur les matériaux MIZ de Marine GmbH, Wilhelmshaven (50%)

En 1969, la société disposait de 19 255 employés. Les actionnaires étaient 1969 : la famille Blohm 27,1%, Willy Messerschmitt 23,3%, Ludwig Bölkow 14,6%, Boeing 9,7%, Nord Aviation 9,7%, Siemens 9,1% et l'État libre de Bavière via le Agence d'État bavaroise pour le financement du logement 6,4%.
En 1981, MBB a repris Vereinigte Flugtechnische Werke, successeur de Focke-Wulf, Focke-Achgelis et Weser-Flugzeugbau. En conséquence, le groupe MBB s'est élargi pour inclure les sociétés suivantes :
- VFW, Brême, Lemwerder, Speyer, Einswarden, Varel et Hoykenkamp (100%)
- ERNO, Brême (100%)
- Rhein-Flugzeugbau GmbH (RFB), Mönchengladbach (100%)
- Elektro-Mechanischer Fluggerätebau GmbH, Hambourg (plus tard succursale Rhein-Flugzeugbau GmbH Hambourg) (100%)
- Sportavia-Pützer GmbH & Co. KG , Dahlem / Eifel (100%)
- Henschel Flugzeug-Werke AG , Kassel (50%)
- Deutsche Airbus, Munich (35%)

Soit plus de 38 500 employés et un chiffre d'affaires total de 4,3 milliards de DM (1981)

## Aéronefs
- MBB Lampyridae (en)
- MBB Bo 102 (en)
- MBB Bo 103 (en)
- MBB Bo 105
- MBB Bo 106
- MBB Bo 108 - devenu Eurocopter EC 135
- MBB Bo 115 (en)
- MBB Bo 209 (en)
- MBB/Kawasaki BK 117
- MBB 223 Flamingo
- MBB/Hamburger Flugzeugbau HFB-320 Hansa Jet
- MBB F-104G/CCV (CCV Program)

### Partenariat
- Airbus A300
- Airbus A310
- Airbus A320
- Eurofighter Typhoon
- Panavia Tornado
- Rockwell-MBB X-31
- Transall C-160
- MPC 75 (en)

## Missiles
- AS.34 Kormoran
- Cobra (missile) (en)
- Armbrust

### Partenariat
- HOT (missile)
- MILAN
- Roland (missile)

## Matériel spatial
- Helios (sonde spatiale)
- Symphonie (satellite)

### Vaisseau spatial habité
- Spacelab

## Autres
- Châssis pour le Disneyland Monorail